# 雲霧仁左衛門
雲霧（雲切） 仁左衛門（くもきり にざえもん）は、江戸時代中期の享保年間に活動したとされる盗賊。架空説もある。
本項では、雲霧仁左衛門を主人公とした池波正太郎の同名小説についても取り扱う。

## 史料における雲霧仁左衛門と『講釈 大岡政談』
江戸幕府が捕えた盗賊の記録には雲霧仁左衛門という人物は登場しておらず、そのモデルについては諸説ある。例えば、歴史学者の大石学は著書『大岡忠相』（吉川弘文館）において、安永7年（1778年）に甲斐で起こった盗難事件を元に、後世の大岡政談で大岡忠相が裁いたと創作された、としている。一方、歴史作家の若桜木虔は著書『江戸町奉行所の謎』（中経出版）において、火附盗賊改役の安部信旨（安部式部）が享保7年（1722年）に捕縛した友右衛門一味5名が雲霧仁左衛門のモデルであろうとしており、定説を見ていない。
講釈や大岡政談では、盗賊・雲霧五人男（雲霧仁左衛門、因果小僧六之助、素走り熊五郎、木鼠吉五郎、おさらば伝次）の頭目として描かれ、江戸末期から明治期にかけては歌舞伎の題材ともされた。

## 池波正太郎の小説
『雲霧仁左衛門』（くもきりにざえもん）は、池波正太郎の時代小説で、上記の雲霧仁左衛門を主人公とする。手口は神出鬼没で、盗賊ではあるが人を殺傷したり、手籠めにしたりせず、暮らしに難儀する貧しい人からは奪わない信条を持つと設定されている。
『週刊新潮』で1972年8月26日号から1974年4月4日号まで連載、1974年に新潮社（全2巻）で刊行。新潮文庫（全2巻、1982年、改版2003年）で重版。のち『完本 池波正太郎大成 17』（講談社、2000年）に収録。
1978年に映画化され、テレビ時代劇でもたびたび映像化されている。

### あらすじ
時は江戸中期の享保。大盗賊雲霧仁左衛門とその配下らと、火付盗賊改方長官・安部式部らとの知恵比べが始まった。果たして攻防戦は如何に。

### 書誌情報
- 雲霧仁左衛門 前編・後編（1974年、新潮社）
- 雲霧仁左衛門 前編（1982年6月、改版2003年6月 、新潮文庫、ISBN 978-4-10-115612-5）
- 雲霧仁左衛門 後編（1982年6月、改版2003年6月 、新潮文庫、ISBN 978-4-10-115613-2）
- 完本 池波正太郎大成 17 雲霧仁左衛門 忍びの女（2000年2月、講談社、ISBN 978-4-06-268217-6）

### 関連書籍
- 週刊 池波正太郎の世界 5号 雲霧仁左衛門（2010年1月、朝日新聞出版）

### 池波小説の映像化作品

#### 映画
松竹配給により1978年7月1日に劇場公開。監督は五社英雄、主演は仲代達矢。

#### テレビドラマ（1979年）
フジテレビ系の「関西テレビ制作・火曜夜10時枠」にて、1979年7月3日から9月25日まで放送。全13話。主演は天知茂。

#### テレビドラマ（1987年）
テレビ朝日系の「傑作時代劇」枠にて、1987年7月23日、7月30日に放送。全2話。主演は松方弘樹。

#### テレビドラマ（1991年）
フジテレビ系の「時代劇スペシャル」にて、1991年3月29日に放送。全1話。主演は萬屋錦之介。

#### テレビドラマ（1995年）
フジテレビ系にて、1995年11月29日から1996年3月14日まで放送。全15話（初回放送は12話目まで）。主演は山﨑努。

#### テレビドラマ（2013年）
NHK BSプレミアムの「BS時代劇」枠にて、2013年10月4日から11月8日まで放送。全6話。主演は中井貴一。
以後シリーズ化されている。

### 池波小説の漫画化
崗田屋愉一の作画による漫画『雲霧仁左衛門』が、『コミック乱』（リイド社）にて2018年11月号から連載され、単行本化されている。
- 池波正太郎（原作）・崗田屋愉一（作画）『雲霧仁左衛門』リイド社〈SPコミックス〉、既刊8巻（2025年3月27日現在）
  1. 2019年5月31日発売[2]、ISBN 978-4-8458-6025-8
  2. 2020年4月27日発売[3]、ISBN 978-4-8458-6051-7
  3. 2021年2月27日発売[4]、ISBN 978-4-8458-6082-1
  4. 2021年12月27日発売[5]、ISBN 978-4-8458-6110-1
  5. 2022年11月28日発売[6]、ISBN 978-4-8458-6144-6
  6. 2023年9月28日発売[7]、ISBN 978-4-8458-6167-5
  7. 2024年6月27日発売[8]、ISBN 978-4-8458-6625-0
  8. 2025年3月27日発売[9]、ISBN 978-4-8458-6785-1

## 池波正太郎の作品以外の登場作品
以下の作品は、元々大岡政談ものだったこともあり、大岡忠相関係の時代劇にはよく登場している。ただし、前述の大石・若桜木がいずれも指摘するように、雲霧仁左衛門のモデルとなった盗難事件の発生はいずれも忠相没後である。池波の作品とは関連性はない。

### 池波以外の小説
- 『雲霧閻魔帳』 - 吉川英治の短編小説
- 『徳川太平記』 - 柴田錬三郎の小説

### 漫画
- 『浮浪雲』第63集 - ジョージ秋山の連載漫画
- 『無限の住人』新装版第12集 - 沙村広明の連載漫画

### テレビドラマ
『男は度胸』および『徳川風雲録』2作品は、上記の柴田錬三郎『徳川太平記』の映像化作品である。
- 『男は度胸』（NHK総合、1970年10月～1971年10月、金曜時代劇） -  配役：フランキー堺
- 『大岡越前』第4部  第18話「似顔絵の女」（TBS、1975年2月3日） - 配役：汐路章
- 『炎の奉行 大岡越前守』(テレビ東京、1997年1月、12時間超ワイドドラマ) -  配役：西岡徳馬
- 『徳川風雲録 御三家の野望』（テレビ東京、1986年1月、12時間超ワイドドラマ） - 配役：原口剛
- 『吉宗評判記 暴れん坊将軍』第83話「天下を狙う盗賊」（テレビ朝日、1979年10月20日） - 配役： 葉山良二
- 『暴れん坊将軍IX』第1話「遊郭に仕掛けられた罠 吉宗VS闇将軍」（テレビ朝日、1998年11月7日） - 配役： 永島敏行（役名は雲切仁左衛門。なお、この作品では殺しも辞さない凶賊であり、徳川吉宗に成敗された）
- 『徳川風雲録 八代将軍吉宗』（テレビ東京、2008年1月、新春ワイド時代劇） - 配役： 大地康雄